# Landtagswahl in Bayern 2023
- SPD: 17
- Grüne: 32
- FW: 37
- CSU: 85
- AfD: 32

- Regierung: 122
- Opposition: 81

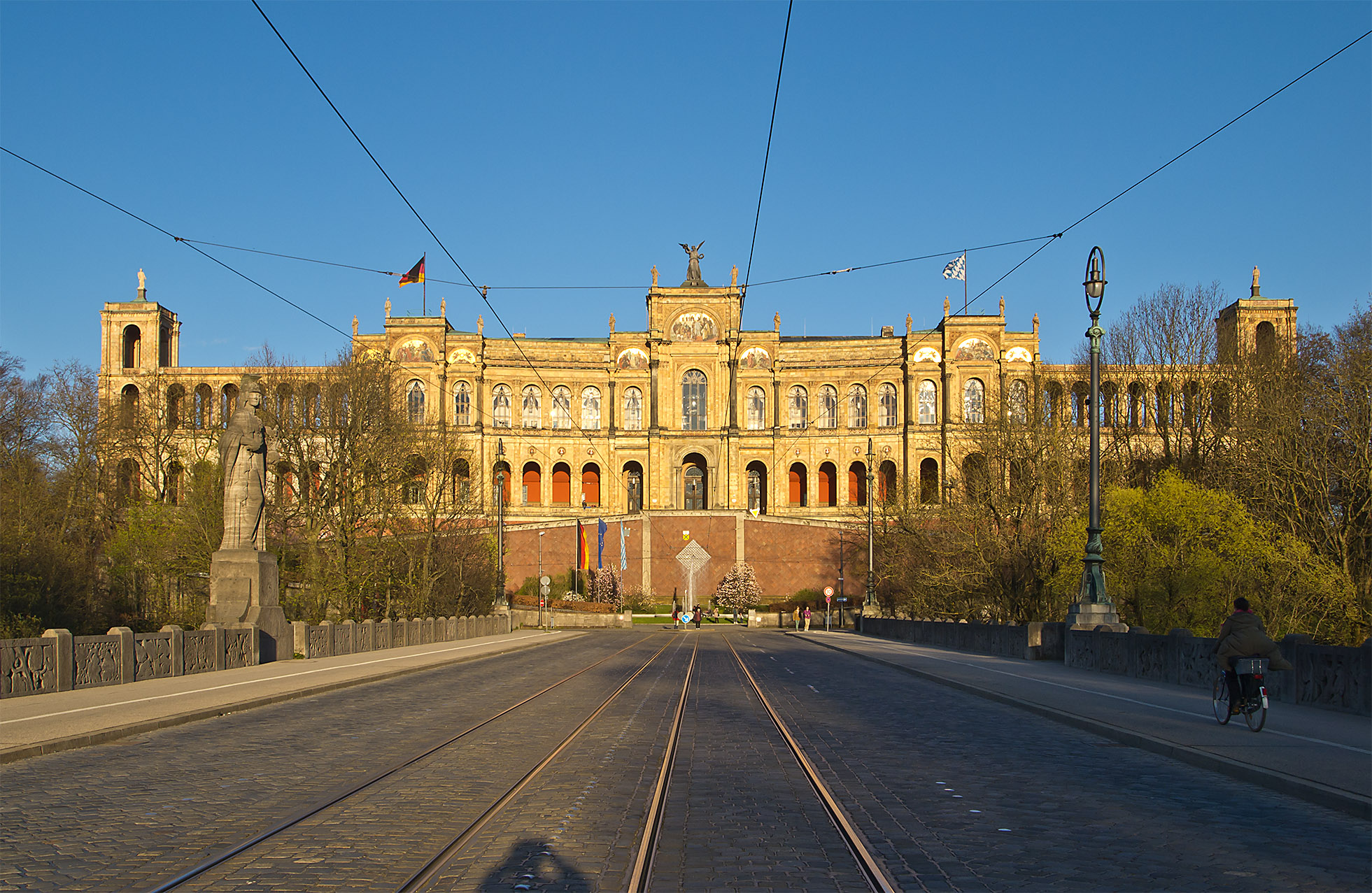
Der Bayerische Landtag in München (Maximilianeum)

Die Wahl zum 19. Bayerischen Landtag fand am 8. Oktober 2023 statt. Sie führte zu einem Sieg der CSU, Stimmengewinnen von Freien Wählern und AfD, die beide ihr jeweils bestes Ergebnis in Bayern einfuhren, sowie Stimmverlusten aller Parteien der Bundesregierung – SPD, Grüne und FDP –, wobei letztere nicht wieder in den Landtag einziehen konnte. CSU und SPD, die 2018 historisch schlecht abgeschnitten hatten, konnten diese Verluste nicht wettmachen, sondern verloren nochmals (leicht) an Stimmenanteilen.
Die bestehende Koalition aus CSU und Freien Wählern konnte im Kabinett Söder III fortgeführt werden, aufgrund des Stimmenzuwachses der Freien Wähler mit deutlicherer Mehrheit.

## Organisation

### Termin
Laut der Verfassung des Freistaates Bayern und dem bayerischen Wahlgesetz ist die Wahl auf einen Sonn- oder Feiertag „frühestens 59 Monate, spätestens 62 Monate“ nach der vorausgehenden Landtagswahl festzulegen, die am 14. Oktober 2018 stattfand. Sie hatte also zwischen einschließlich 17. September und 10. Dezember 2023 stattzufinden, wenn es nicht zu vorgezogenen Neuwahlen kam. Im November 2022 hat das Kabinett den 8. Oktober 2023 als Wahltermin vorgeschlagen und nach Anhörung der Parteien im Dezember 2022 festgelegt. Zeitgleich zur Landtagswahl in Bayern wurde am 8. Oktober 2023 auch in Hessen ein neuer Landtag gewählt. Daneben fand die Wahl der bayerischen Bezirkstage sowie mehrerer Landräte und Bürgermeister in Bayern an diesem Tag statt.

### Wahlsystem

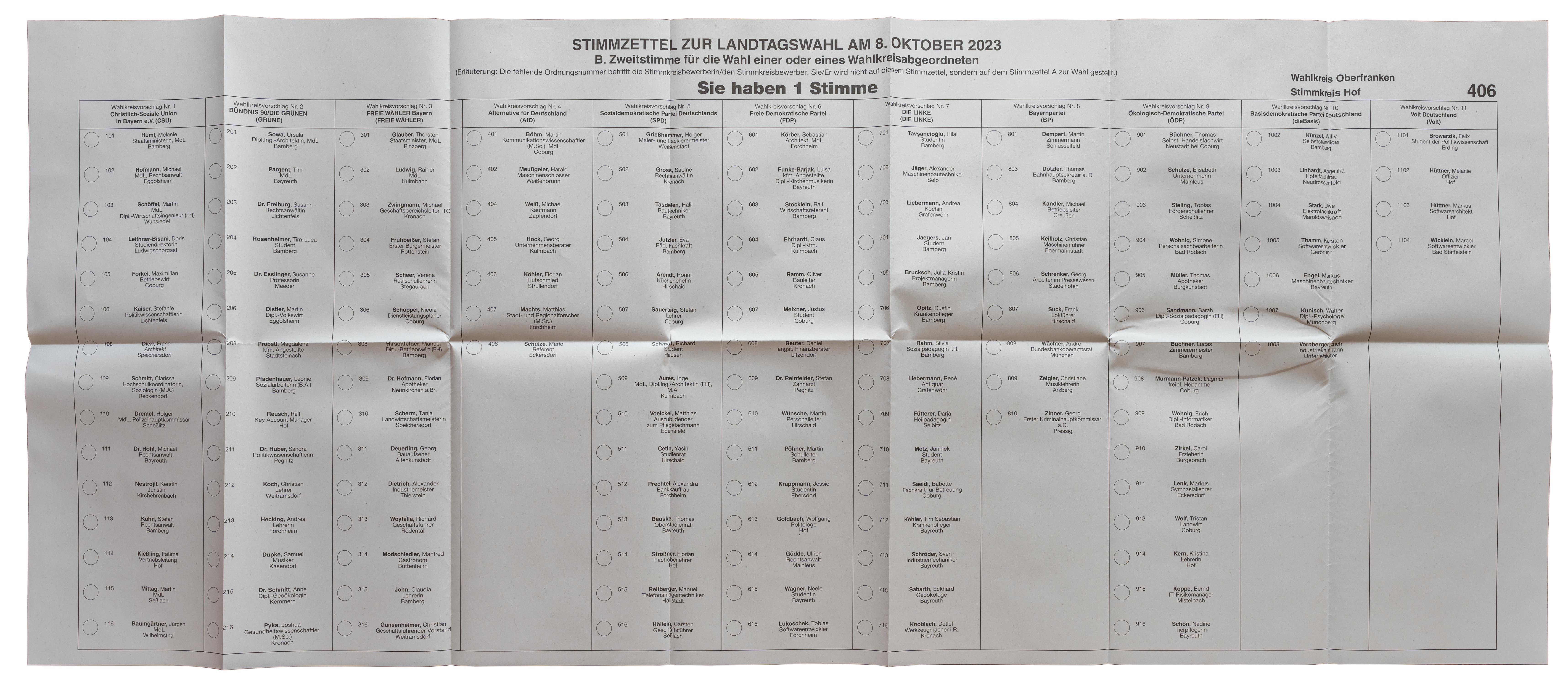
Stimmzettel für die Zweitstimme zur bayerischen Landtagswahl 2023 (Stimmkreis Hof)

Im Gegensatz zum Bundestagswahlrecht werden bei der Sitzverteilung nach Verhältniswahl auch die Erststimmen berücksichtigt. Es gibt keinen landesweiten Verhältnisausgleich, die Sitzverteilung erfolgt innerhalb der sieben Regierungsbezirke, die im Wahlrecht als Wahlkreise bezeichnet werden. An der Sitzverteilung nehmen Parteien und Wählergruppen teil, die mindestens 5 % der Gesamtstimmen (Summe aus Erst- und Zweitstimmen) in Bayern erringen.
Die Wahlkreise sind in Stimmkreise unterteilt, in denen jeweils ein Abgeordneter direkt gewählt wird. Die Zahl der Stimmkreise beträgt etwa die Hälfte der Sitze im Wahlkreis.
Die Mandate wurden – nach einer Änderung des Landeswahlgesetzes – erstmals in Bayern mit dem Sainte-Laguë-Verfahren berechnet.

## Ausgangslage
Die CSU hatte 37,2 % der Stimmen (minus 10,5 Prozentpunkte) erhalten und wurde stärkste Partei vor den Grünen (17,6 % der Stimmen, plus 9,0 Prozentpunkte) und den Freien Wählern (11,6 % der Stimmen, plus 2,6 Prozentpunkte). Die AfD erhielt beim erstmaligen Antreten 10,2 Prozent und die SPD 9,7 % (minus 10,9 Prozentpunkte). Die FDP zog mit 5,1 Prozent in den Landtag ein. Die Linke (3,2 %), die Bayernpartei (1,7 %) und die ÖDP (1,6 %) verfehlten alle die Fünf-Prozent-Hürde.
Die CSU hatte ihre absolute Mehrheit im Landtag verloren, fand jedoch mit den Freien Wählern einen Koalitionspartner. Die Regierungskoalition besetzte 112 der 205 Mandate im Parlament. Markus Söder blieb damit Ministerpräsident.

### Zuvor im Landtag vertretene Parteien
| Fraktion/Landesverband | Fraktion/Landesverband                  | Kurzbe- zeichnung | Sitze 2018 | Sitze 2022 |
| ---------------------- | --------------------------------------- | ----------------- | ---------- | ---------- |
|                        | Christlich-Soziale Union in Bayern      | CSU               | 85         | 82         |
|                        | Bündnis 90/Die Grünen                   | Grüne             | 38         | 38         |
|                        | Freie Wähler                            | FW                | 27         | 27         |
|                        | Sozialdemokratische Partei Deutschlands | SPD               | 22         | 21         |
|                        | Alternative für Deutschland             | AfD               | 22         | 17         |
|                        | Freie Demokratische Partei              | FDP               | 11         | 12         |
|                        | Fraktionslose                           | Fraktionslose     | —          | 08         |

### Koalitionsaussagen
Die CSU und deren Spitzenkandidat Markus Söder schlossen eine Koalition mit den Grünen (schwarz-grün) vor der Wahl grundsätzlich aus.

## Teilnehmende Parteien

Die sieben Regierungsbezirke Bayerns

Am 11. August 2023 entschieden die Wahlkreisausschüsse über die Zulassung der Wahlvorschläge. Insgesamt nahmen demnach 15 Parteien teil.
Zehn Parteien traten in allen sieben Regierungsbezirken an:
- CSU
- Grüne
- Freie Wähler
- AfD
- SPD
- FDP
- Die Linke
- BP
- ÖDP
- dieBasis

Nur in einzelnen Regierungsbezirken kandidierten folgende fünf Parteien:
- Die PARTEI: Oberbayern und Schwaben
- Tierschutzpartei: Oberbayern, Mittelfranken und Schwaben
- V-Partei³: Oberbayern, Niederbayern, Oberpfalz und Schwaben
- PdH: Oberbayern und Mittelfranken
- Volt: Oberbayern, Oberpfalz und Oberfranken

#### Verlauf

Verlauf der Umfragewerte seit der Landtagswahl 2018

## Umfragen

### Sonntagsfrage

#### Letzte Umfragen vor der Wahl
| Institut                | Datum      | CSU    | Grüne  | FW     | AfD    | SPD   | FDP   | Linke | BP    | Sonst. |
| ----------------------- | ---------- | ------ | ------ | ------ | ------ | ----- | ----- | ----- | ----- | ------ |
| Landtagswahl 2023       | 08.10.2023 | 37,0 % | 14,4 % | 15,8 % | 14,6 % | 8,4 % | 3,0 % | 1,5 % | 1,0 % | 4,3 %  |
| Forschungsgruppe Wahlen | 05.10.2023 | 37 %   | 16 %   | 15 %   | 14 %   | 09 %  | 3 %   | —     | —     | 06 %   |
| INSA                    | 03.10.2023 | 36 %   | 15 %   | 15 %   | 14 %   | 09 %  | 4 %   | 2 %   | —     | 05 %   |
| Forschungsgruppe Wahlen | 29.09.2023 | 36 %   | 16 %   | 15 %   | 14 %   | 09 %  | 4 %   | —     | —     | 06 %   |
| Infratest dimap         | 28.09.2023 | 36 %   | 15 %   | 16 %   | 14 %   | 09 %  | 4 %   | —     | —     | 06 %   |
| GMS                     | 19.09.2023 | 36 %   | 14 %   | 17 %   | 14 %   | 09 %  | 3 %   | 1 %   | 1 %   | 05 %   |
| Infratest dimap         | 12.09.2023 | 36 %   | 15 %   | 17 %   | 13 %   | 09 %  | 3 %   | —     | —     | 07 %   |
| Forschungsgruppe Wahlen | 08.09.2023 | 36 %   | 16 %   | 16 %   | 12 %   | 09 %  | 4 %   | —     | —     | 07 %   |
| GMS                     | 06.09.2023 | 38 %   | 13 %   | 16 %   | 14 %   | 08 %  | 4 %   | 1 %   | 1 %   | 05 %   |
| INSA                    | 05.09.2023 | 37 %   | 14 %   | 15 %   | 14 %   | 09 %  | 4 %   | 2 %   | —     | 05 %   |
| Landtagswahl 2018       | 14.10.2018 | 37,2 % | 17,6 % | 11,6 % | 10,2 % | 9,7 % | 5,1 % | 3,2 % | 1,7 % | 3,7 %  |

#### Ältere Umfragen
| Institut          | Datum      | CSU    | Grüne  | FW     | AfD    | SPD   | FDP   | Linke | BP    | Übrige |
| ----------------- | ---------- | ------ | ------ | ------ | ------ | ----- | ----- | ----- | ----- | ------ |
| GMS               | 09.08.2023 | 39 %   | 14 %   | 12 %   | 14 %   | 09 %  | 04 %  | 3 %   | 1 %   | 04 %   |
| Forsa             | 02.08.2023 | 39 %   | 14 %   | 14 %   | 13 %   | 09 %  | 04 %  | 2 %   | —     | 05 %   |
| INSA              | 27.07.2023 | 38 %   | 15 %   | 11 %   | 14 %   | 11 %  | 05 %  | 2 %   | —     | 04 %   |
| GMS               | 04.07.2023 | 40 %   | 15 %   | 12 %   | 13 %   | 09 %  | 04 %  | 2 %   | 1 %   | 04 %   |
| GMS               | 06.06.2023 | 41 %   | 14 %   | 11 %   | 12 %   | 10 %  | 04 %  | 2 %   | 1 %   | 05 %   |
| INSA              | 30.05.2023 | 40 %   | 15 %   | 11 %   | 12 %   | 11 %  | 05 %  | 2 %   | —     | 04 %   |
| Infratest dimap   | 16.05.2023 | 39 %   | 16 %   | 12 %   | 12 %   | 11 %  | 04 %  | —     | —     | 06 %   |
| GMS               | 03.05.2023 | 41 %   | 16 %   | 09 %   | 10 %   | 11 %  | 04 %  | 3 %   | 2 %   | 04 %   |
| Forsa             | 03.05.2023 | 41 %   | 15 %   | 10 %   | 10 %   | 10 %  | 04 %  | 2 %   | —     | 08 %   |
| INSA              | 05.04.2023 | 40 %   | 18 %   | 09 %   | 11 %   | 10 %  | 05 %  | 2 %   | —     | 05 %   |
| Forsa             | 16.02.2023 | 42 %   | 16 %   | 10 %   | 09 %   | 10 %  | 03 %  | —     | —     | 10 %   |
| INSA              | 12.01.2023 | 40 %   | 19 %   | 10 %   | 10 %   | 10 %  | 05 %  | 2 %   | —     | 05 %   |
| Infratest dimap   | 11.01.2023 | 38 %   | 18 %   | 10 %   | 13 %   | 09 %  | 04 %  | —     | —     | 08 %   |
| GMS               | 04.01.2023 | 41 %   | 18 %   | 10 %   | 10 %   | 09 %  | 04 %  | 2 %   | 1 %   | 05 %   |
| Forsa             | 28.10.2022 | 41 %   | 18 %   | 11 %   | 08 %   | 10 %  | 03 %  | 2 %   | —     | 07 %   |
| GMS               | 26.10.2022 | 39 %   | 18 %   | 10 %   | 13 %   | 09 %  | 04 %  | 2 %   | 1 %   | 04 %   |
| INSA              | 18.10.2022 | 39 %   | 20 %   | 09 %   | 10 %   | 10 %  | 06 %  | 2 %   | —     | 04 %   |
| Infratest dimap   | 13.10.2022 | 37 %   | 18 %   | 11 %   | 12 %   | 10 %  | 03 %  | —     | —     | 09 %   |
| GMS               | 21.09.2022 | 40 %   | 18 %   | 10 %   | 11 %   | 08 %  | 06 %  | 2 %   | 1 %   | 04 %   |
| INSA              | 29.06.2022 | 37 %   | 20 %   | 10 %   | 09 %   | 10 %  | 07 %  | 2 %   | —     | 05 %   |
| GMS               | 20.06.2022 | 40 %   | 20 %   | 09 %   | 08 %   | 09 %  | 05 %  | 2 %   | 1 %   | 06 %   |
| Forsa             | 07.06.2022 | 40 %   | 20 %   | 10 %   | 07 %   | 09 %  | 06 %  | 1 %   | —     | 07 %   |
| Forsa             | 24.05.2022 | 39 %   | 20 %   | 11 %   | 06 %   | 10 %  | 05 %  | 2 %   | —     | 07 %   |
| GMS               | 26.04.2022 | 38 %   | 16 %   | 08 %   | 09 %   | 13 %  | 07 %  | 3 %   | 1 %   | 05 %   |
| GMS               | 01.03.2022 | 37 %   | 15 %   | 08 %   | 09 %   | 13 %  | 08 %  | 4 %   | 2 %   | 04 %   |
| Infratest dimap   | 19.01.2022 | 36 %   | 16 %   | 08 %   | 10 %   | 14 %  | 07 %  | —     | —     | 09 %   |
| GMS               | 05.01.2022 | 35 %   | 15 %   | 08 %   | 10 %   | 15 %  | 09 %  | 2 %   | 1 %   | 06 %   |
| INSA              | 12.10.2021 | 32 %   | 15 %   | 08 %   | 08 %   | 20 %  | 11 %  | 2 %   | —     | 04 %   |
| GMS               | 28.07.2021 | 39 %   | 20 %   | 09 %   | 08 %   | 09 %  | 07 %  | 3 %   | 1 %   | 04 %   |
| INSA              | 21.07.2021 | 37 %   | 21 %   | 10 %   | 08 %   | 10 %  | 08 %  | 3 %   | —     | 03 %   |
| Forsa             | 19.05.2021 | 38 %   | 22 %   | 09 %   | 09 %   | 07 %  | 06 %  | 3 %   | —     | 06 %   |
| INSA              | 27.04.2021 | 36 %   | 24 %   | 09 %   | 09 %   | 09 %  | 07 %  | 3 %   | —     | 03 %   |
| GMS               | 30.03.2021 | 40 %   | 20 %   | 09 %   | 09 %   | 08 %  | 06 %  | 3 %   | 1 %   | 04 %   |
| GMS               | 16.02.2021 | 47 %   | 18 %   | 08 %   | 08 %   | 08 %  | 04 %  | 3 %   | 1 %   | 03 %   |
| INSA              | 28.01.2021 | 46 %   | 18 %   | 08 %   | 07 %   | 09 %  | 05 %  | 3 %   | —     | 04 %   |
| Infratest dimap   | 13.01.2021 | 48 %   | 19 %   | 08 %   | 07 %   | 07 %  | 03 %  | 3 %   | —     | 05 %   |
| GMS               | 05.01.2021 | 48 %   | 18 %   | 07 %   | 06 %   | 08 %  | 04 %  | 2 %   | 2 %   | 05 %   |
| GMS               | 09.11.2020 | 46 %   | 18 %   | 06 %   | 08 %   | 08 %  | 04 %  | 3 %   | 1 %   | 06 %   |
| GMS               | 13.10.2020 | 46 %   | 19 %   | 07 %   | 08 %   | 08 %  | 04 %  | 3 %   | 1 %   | 04 %   |
| Infratest dimap   | 07.10.2020 | 45 %   | 21 %   | 07 %   | 08 %   | 08 %  | 03 %  | 3 %   | —     | 05 %   |
| GMS               | 21.08.2020 | 47 %   | 18 %   | 06 %   | 07 %   | 09 %  | 03 %  | 3 %   | 2 %   | 05 %   |
| INSA              | 11.08.2020 | 47 %   | 18 %   | 07 %   | 07 %   | 10 %  | 03 %  | 3 %   | —     | 05 %   |
| GMS               | 28.07.2020 | 49 %   | 19 %   | 05 %   | 07 %   | 07 %  | 03 %  | 3 %   | 1 %   | 06 %   |
| Infratest dimap   | 22.07.2020 | 49 %   | 20 %   | 05 %   | 07 %   | 07 %  | 03 %  | 3 %   | —     | 06 %   |
| GMS               | 16.06.2020 | 48 %   | 16 %   | 08 %   | 06 %   | 09 %  | 04 %  | 3 %   | 1 %   | 05 %   |
| INSA              | 30.05.2020 | 46 %   | 17 %   | 08 %   | 07 %   | 10 %  | 04 %  | 3 %   | —     | 05 %   |
| Infratest dimap   | 27.05.2020 | 48 %   | 19 %   | 08 %   | 05 %   | 09 %  | 03 %  | 3 %   | —     | 05 %   |
| GMS               | 05.05.2020 | 47 %   | 15 %   | 09 %   | 07 %   | 10 %  | 03 %  | 3 %   | 1 %   | 05 %   |
| Infratest dimap   | 08.04.2020 | 49 %   | 17 %   | 08 %   | 06 %   | 10 %  | —     | 3 %   | —     | 07 %   |
| GMS               | 25.02.2020 | 38 %   | 20 %   | 11 %   | 11 %   | 09 %  | 03 %  | 4 %   | 1 %   | 03 %   |
| Infratest dimap   | 15.01.2020 | 36 %   | 25 %   | 10 %   | 10 %   | 07 %  | 04 %  | 3 %   | —     | 05 %   |
| GMS               | 03.01.2020 | 38 %   | 20 %   | 10 %   | 10 %   | 08 %  | 06 %  | 4 %   | 1 %   | 03 %   |
| GMS               | 08.10.2019 | 37 %   | 22 %   | 11 %   | 10 %   | 08 %  | 05 %  | 3 %   | 1 %   | 03 %   |
| INSA              | 25.09.2019 | 36 %   | 22 %   | 10 %   | 11 %   | 09 %  | 05 %  | 3 %   | —     | 04 %   |
| GMS               | 23.07.2019 | 37 %   | 22 %   | 11 %   | 09 %   | 07 %  | 05 %  | 3 %   | 1 %   | 05 %   |
| GMS               | 25.06.2019 | 37 %   | 23 %   | 09 %   | 09 %   | 08 %  | 05 %  | 3 %   | 1 %   | 05 %   |
| Forsa             | 28.01.2019 | 38 %   | 23 %   | 12 %   | 08 %   | 06 %  | 05 %  | 3 %   | —     | 05 %   |
| Infratest dimap   | 09.01.2019 | 35 %   | 21 %   | 13 %   | 08 %   | 09 %  | 06 %  | 3 %   | —     | 05 %   |
| GMS               | 03.01.2019 | 38 %   | 18 %   | 11 %   | 10 %   | 09 %  | 05 %  | 4 %   | —     | 05 %   |
| Landtagswahl 2018 | 14.10.2018 | 37,2 % | 17,6 % | 11,6 % | 10,2 % | 9,7 % | 5,1 % | 3,2 % | 1,7 % | 3,8 %  |

### Hypothetische Direktwahl Ministerpräsident
| Institut                | Datum      | Markus Söder (CSU) | Ludwig Hartmann (Grüne) | Hubert Aiwanger (FW) | weder noch | weiß nicht / unbekannt |
| ----------------------- | ---------- | ------------------ | ----------------------- | -------------------- | ---------- | ---------------------- |
| Forschungsgruppe Wahlen | 08.10.2023 | 57 %               | 14 %                    | —                    | —          | —                      |
| Forschungsgruppe Wahlen | 05.10.2023 | 54 %               | 20 %                    | —                    | 10 %       | 16 %                   |
| Forschungsgruppe Wahlen | 29.09.2023 | 54 %               | 19 %                    | —                    | 7 %        | 20 %                   |
| Forschungsgruppe Wahlen | 08.09.2023 | 54 %               | 19 %                    | —                    | 6 %        | 21 %                   |
| INSA                    | 06.09.2023 | 45 %               | 7 %                     | 13 %                 | 27 %       | 8 %                    |

## Ergebnis

Erststimmenmehrheiten in den Stimmkreisen

### Übersicht
| Listen                                          | Listen               | Erststimmen | Erststimmen | Erststimmen | Erststimmen | Zweitstimmen | Zweitstimmen | Zweitstimmen | Gesamtstimmen | Gesamtstimmen | Gesamtstimmen | Gesamtstimmen | Mandate | Mandate |
| Listen                                          | Listen               | Stimmen     | %           | +/-         | Mandate     | Stimmen      | %            | +/-          | Stimmen       | %             | +/-           | Mandate       | Anzahl  | +/-     |
| ----------------------------------------------- | -------------------- | ----------- | ----------- | ----------- | ----------- | ------------ | ------------ | ------------ | ------------- | ------------- | ------------- | ------------- | ------- | ------- |
|                                                 | CSU                  | 2.527.810   | 37,0        | +0,3        | 85          | 2.531.761    | 37,1         | −0,6         | 5.059.571     | 37,0          | −0,2          | 0             | 85      | ±0      |
|                                                 | Freie Wähler         | 1.078.037   | 15,8        | +3,9        | 2           | 1.085.812    | 15,9         | +4,6         | 2.163.849     | 15,8          | +4,2          | 35            | 37      | +10     |
|                                                 | AfD                  | 1.008.195   | 14,7        | +4,4        | 0           | 992.240      | 14,5         | +4,4         | 2.000.435     | 14,6          | +4,4          | 32            | 32      | +10     |
|                                                 | Grüne                | 983.631     | 14,4        | −3,2        | 4           | 989.094      | 14,5         | −3,2         | 1.972.725     | 14,4          | −3,2          | 28            | 32      | −6      |
|                                                 | SPD                  | 587.964     | 8,6         | −1,4        | 0           | 552.789      | 8,1          | −1,2         | 1.140.753     | 8,4           | −1,3          | 17            | 17      | −5      |
|                                                 | FDP                  | 205.677     | 3,0         | −2,2        | –           | 208.210      | 3,1          | −1,9         | 413.887       | 3,0           | −2,1          | –             | –       | −11     |
|                                                 | ÖDP                  | 127.419     | 1,9         | +0,2        | –           | 117.805      | 1,7          | +0,2         | 245.224       | 1,8           | +0,2          | –             | –       | –       |
|                                                 | Die Linke            | 101.357     | 1,5         | −1,8        | –           | 99.521       | 1,5          | −1,8         | 200.878       | 1,5           | −1,8          | –             | –       | –       |
|                                                 | Bayernpartei         | 72.325      | 1,1         | −0,7        | –           | 57.155       | 0,8          | −0,8         | 129.480       | 0,9           | −0,8          | –             | –       | –       |
|                                                 | dieBasis             | 55.600      | 0,8         | neu         | –           | 63.889       | 0,9          | neu          | 119.489       | 0,9           | neu           | –             | –       | –       |
|                                                 | Tierschutzpartei     | 25.811      | 0,4         | +0,2        | –           | 43.981       | 0,6          | +0,2         | 69.792        | 0,5           | +0,2          | –             | –       | –       |
|                                                 | Die PARTEI           | 32.378      | 0,5         | +0,2        | –           | 31.776       | 0,5          | −0,1         | 64.154        | 0,5           | +0,0          | –             | –       | –       |
|                                                 | Volt                 | 15.785      | 0,2         | neu         | –           | 25.909       | 0,4          | neu          | 41.694        | 0,3           | neu           | –             | –       | –       |
|                                                 | V-Partei³            | 11.061      | 0,2         | −0,1        | –           | 11.764       | 0,2          | −0,1         | 22.825        | 0,2           | −0,1          | –             | –       | –       |
|                                                 | PdH                  | 3.609       | 0,1         | +0,1        | –           | 10.417       | 0,2          | +0,1         | 14.026        | 0,1           | +0,1          | –             | –       | –       |
| Gesamt                                          | Gesamt               | 6.836.659   | 100         |             | 91          | 6.822.123    | 100          |              | 13.658.782    | 100           |               | 112           | 203     | –       |
|                                                 |                      |             |             |             |             |              |              |              |               |               |               |               |         |         |
| Ungültige Stimmen                               | Ungültige Stimmen    | 58.425      | 0,8         | ±0,0        |             | 72.715       | 1,1          | −0,2         | 131.140       | –             | −0,1          |               |         |         |
| Abgegebene Stimmen                              | Abgegebene Stimmen   | 6.895.084   | –           | –           |             | 6.894.838    | –            | –            | 13.789.922    | –             | –             |               |         |         |
| Ausgefallene Stimmen                            | Ausgefallene Stimmen | 723         | 0,0         |             |             | 969          | 0,0          |              | –             | –             |               |               |         |         |
| Wähler                                          | Wähler               | 6.895.807   | 73,1        |             |             | 6.895.807    | 73,1         |              | –             | –             |               |               |         |         |
| Wahlberechtigte                                 | Wahlberechtigte      | 9.430.600   |             |             |             | 9.430.600    |              |              | –             |               |               |               |         |         |
|                                                 |                      |             |             |             |             |              |              |              |               |               |               |               |         |         |
| Quelle: Landeswahlleiter des Freistaates Bayern |                      |             |             |             |             |              |              |              |               |               |               |               |         |         |

Die CSU gewann 85 der 91 Stimmkreise, die Grünen vier (alle davon in München: Stimmkreise München-Giesing, München-Milbertshofen, München-Mitte und München-Schwabing) und die Freien Wähler zwei (in den Stimmkreisen Landshut und Neuburg-Schrobenhausen).

### Ergebnis nach Wahlkreisen
|                 | Ober- bayern | Nieder- bayern | Ober- pfalz | Ober- franken | Mittel- franken | Unter- franken | Schwa- ben | BAYERN |
| --------------- | ------------ | -------------- | ----------- | ------------- | --------------- | -------------- | ---------- | ------ |
| CSU             | 34,7         | 31,7           | 38,8        | 40,3          | 40,6            | 41,6           | 36,5       | 37,04  |
| Freie Wähler    | 14,5         | 29,7           | 18,1        | 14,9          | 9,5             | 12,2           | 17,0       | 15,84  |
| AfD             | 11,2         | 17,9           | 17,7        | 17,4          | 13,8            | 15,5           | 16,9       | 14,65  |
| Grüne           | 19,3         | 7,1            | 9,7         | 10,1          | 16,4            | 13,5           | 12,7       | 14,44  |
| SPD             | 8,3          | 5,3            | 7,6         | 10,2          | 10,7            | 9,4            | 6,9        | 8,35   |
| FDP             | 4,1          | 2,4            | 2,2         | 2,2           | 2,4             | 2,6            | 2,8        | 3,03   |
| ÖDP             | 1,8          | 2,7            | 2,1         | 1,5           | 1,4             | 1,6            | 1,5        | 1,80   |
| Die Linke       | 1,4          | 0,9            | 1,2         | 1,5           | 2,2             | 1,7            | 1,3        | 1,47   |
| BP              | 1,0          | 1,4            | 1,0         | 0,8           | 0,6             | 0,8            | 0,9        | 0,95   |
| dieBasis        | 0,9          | 0,4            | 0,8         | 0,7           | 1,0             | 1,0            | 1,1        | 0,87   |
| Sonstige        | 2,8          | 0,3            | 0,6         | 0,4           | 1,2             | –              | 2,3        | 1,56   |
|                 |              |                |             |               |                 |                |            |        |
| Wahlbeteiligung | 73,4         | 73,2           | 74,8        | 73,5          | 72,0            | 74,1           | 71,5       | 73,12  |

|               | CSU         | CSU           | Freie Wähler | Freie Wähler  | AfD         | AfD           | Grüne       | Grüne         | SPD         | SPD | Überhang- und Ausgleichsmandate                                           |
| Stimm- kreise | insge- samt | Stimm- kreise | insge- samt  | Stimm- kreise | insge- samt | Stimm- kreise | insge- samt | Stimm- kreise | insge- samt |     | Überhang- und Ausgleichsmandate                                           |
| ------------- | ----------- | ------------- | ------------ | ------------- | ----------- | ------------- | ----------- | ------------- | ----------- | --- | ------------------------------------------------------------------------- |
| Oberbayern    | 26          | 26            | 1            | 11            | –           | 8             | 4           | 14            | –           | 6   | Überhangmandate: CSU 2 Ausgleichsmandate: Freie Wähler 1, Grüne 1         |
| Niederbayern  | 8           | 8             | 1            | 7             | –           | 4             | –           | 2             | –           | 1   | Überhangmandate: CSU 2 Ausgleichsmandate: Freie Wähler 1, Grüne 1         |
| Oberpfalz     | 8           | 8             | –            | 4             | –           | 3             | –           | 2             | –           | 1   | Überhangmandat: CSU 1 Ausgleichsmandat: Freie Wähler 1                    |
| Oberfranken   | 8           | 8             | –            | 3             | –           | 3             | –           | 2             | –           | 2   | Überhangmandat: CSU 1 Ausgleichsmandat: Freie Wähler 1                    |
| Mittelfranken | 12          | 12            | –            | 3             | –           | 4             | –           | 5             | –           | 3   | Überhangmandat: CSU 1 Ausgleichsmandate: Freie Wähler 1, Grüne 1          |
| Unterfranken  | 10          | 10            | –            | 3             | –           | 4             | –           | 3             | –           | 2   | Überhangmandat: CSU 1 Ausgleichsmandate: Freie Wähler 1, AfD 1            |
| Schwaben      | 13          | 13            | –            | 6             | –           | 6             | –           | 4             | –           | 2   | Überhangmandate: CSU 3 Ausgleichsmandate: Freie Wähler 1, AfD 1           |
| BAYERN        | 85          | 85            | 2            | 37            | –           | 32            | 4           | 32            | –           | 17  | Überhangmandate: CSU 11 Ausgleichsmandate: Freie Wähler 7, Grüne 3, AfD 2 |

### Gesamtstimmenanteil der Parteien nach Stimmkreisen
Die folgenden Karten zeigen, mit welchem Ergebnis die Parteien mit mindestens drei Prozent Stimmenanteil in den einzelnen Stimmkreisen abgeschnitten haben.

Christlich Soziale Union Höchstwert: 48,4 % (Bad Kissingen) Tiefstwert: 17,7 % (München-Mitte)
Freie Wähler Höchstwert: 32,5 % (Landshut) Tiefstwert: 4,6 % (München-Mitte)
Alternative für Deutschland Höchstwert: 23,0 % (Günzburg) Tiefstwert: 4,5 % (München-Mitte)
Bündnis 90/Die Grünen Höchstwert: 44,1 % (München-Mitte) Tiefstwert: 4,3 % (Regen, Freyung-Grafenau)
Sozialdemokratische Partei Deutschlands Höchstwert: 13,5 % (Nürnberg-Nord) Tiefstwert: 3,8 % (Regen, Freyung-Grafenau)
Freie Demokratische Partei Höchstwert: 9,2 % (München-Schwabing) Tiefstwert: 1,4 % (Cham)

## Nach der Wahl
Die Koalition aus CSU und Freien Wählern wurde fortgesetzt. Der Landtag wählte Markus Söder am 31. Oktober 2023 mit 120 zu 76 Stimmen bei zwei Enthaltungen wieder zum Ministerpräsidenten. Die übrigen Mitglieder der neuen Staatsregierung wurden am 8. November 2023 mit Zustimmung des Landtags berufen.
Der AfD-Abgeordnete Daniel Halemba wurde am Tag der konstituierenden Sitzung des Bayerischen Landtags am 30. Oktober 2023 wegen des Verdachts der Volksverhetzung und des Verwendens von Kennzeichen verfassungsfeindlicher Organisationen festgenommen. Am Ende der ersten Plenarsitzung hob der Landtag, bei Enthaltung der AfD-Abgeordneten, Halembas Immunität auf. Nach Einleitung eines Parteiausschlussverfahrens gegen Halemba erklärte dieser am 14. Dezember 2023, alle Parteiämter innerhalb der AfD mit sofortiger Wirkung aufzugeben und seine Mitgliedschaft in der Partei ruhen zu lassen. Seine Position in der Landtagsfraktion werde er weiterhin behalten.